# Antônio Martins Filho

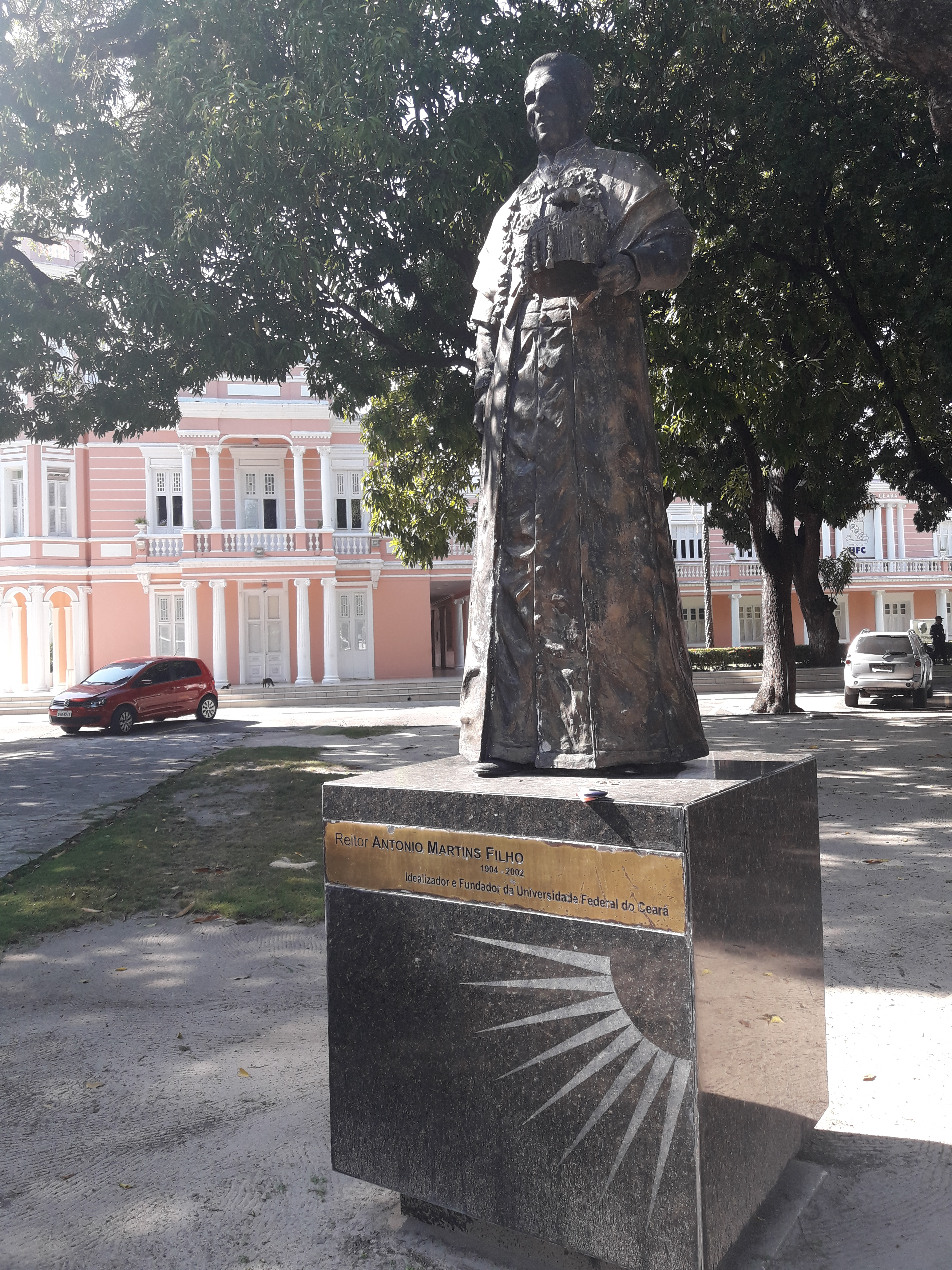
Estátua do Reitor Antônio Martins Filho na Reitoria da Universidade Federal do Ceará

Antônio Martins Filho ComMM (Crato, 22 de dezembro de 1904 — Fortaleza, 20 de dezembro de 2002) foi um jurista brasileiro. Um dos mais eminentes fomentadores da fundação da primeira universidade do Ceará, tornou-se reitor dessa instituição, a atual Universidade Federal do Ceará, quando da sua fundação em 1954.

## Biografia
Nasceu no sítio Santa Teresa (família Terésios), Cariri. Teve a ajuda da sua avó para entrar no mundo das letras com a leitura da saga de Carlos Magno e depois continuada com a leitura de Alexandre Herculano, José de Alencar, Guerra Junqueiro e Augusto dos Anjos. Aos onze anos teve seu primeiro emprego. Trabalhou na Gazeta Cariry, no Crato, desde a entrega dos jornais aos assinantes até trabalhos técnicos na parte da impressão. Dez anos depois disso ele estava no Maranhão trabalhando como caixeiro comerciante.
Em 1929, ainda no Maranhão, em Caxias, abriu sua própria firma, A Cearense. Em Teresina foi dono do Cine-Rex e do jornal Voz do Povo e criou o Ginásio Caxiense e cursava a Faculdade de Direito do Piauí nos finais de semana tendo sido bacharelado em 1935. O declínio nos negócios no Maranhão e os constantes problemas de saúde dele e de alguns filhos forçaram sua mudança para Fortaleza.
Já em 1937, dirigindo a Editora Fortaleza, começou a publicar semanalmente a revista O Valor que teve tiragem por mais de nove anos. Em parceria com Raimundo Girão Lançou o livro O Ceará. Foi Ex-Diretor e proprietário da Academia de Comercio Padre Champagnat de Fortaleza de 1939 até 1943, ano em que entrou no Instituto do Ceará e também na Academia Cearense de Letras. Foi presidente do Rotary Club de Fortaleza.

## A UFC
Foi professor do Liceu e de outras instituições de ensino de Fortaleza e em 1945 se tornou Professor Catedrático por concurso e Doutor em Direito pela Faculdade de Direito do Ceará. Em 1948 toma a liderança no processo de criação da antiga Universidade do Ceará atual UFC, que se torna uma "campanha política" uma vez que depois desse esforço de estabelecer bases para um projeto de universidade tanto o Governo de Faustino de Albuquerque quanto a mídia nacional com o debate na revista O Cruzeiro entre Martins Filho e Gilberto Freire que defendia que a Universidade do Recife era suficiente para a região.
A universidade foi finalmente criada em 1954 e instalada em 1955 e ate 1967 teve como Reitor Martins Filho que deu prosseguimento à criação de uma infra-estrutura para a universidade criando a Imprensa Universitária, adquirindo o atual prédio da Reitoria e da Casa de José de Alencar e criando condições para que a universidade pudesse continuar crescendo.

## Outras Universidades
Aposentou-se em 1974, mas fundou também a Universidade Estadual do Ceará - UECE em 1977 e a Universidade Regional do Carirí - URCA em 1986. Foi membro do Conselho Nacional de Educação na década de 1960 tendo permanecido no conselho por 13 anos. Foi representante do Brasil na OEA no comitê Latino-Americano de Avaliação dos Sistemas de Bolsas de Estudos. Colaborou para a fundação de mais 20 universidades brasileiras.
Era irmão do escritor e jurista Fran Martins, um dos mais proeminentes estudiosos de Direito Comercial no Brasil no século XX, Professor Catedrático da Faculdade de Direito da Universidade Federal do Ceará, bem como importante membro do movimento modernista cearense na literatura das décadas de 1930, 1940 e 1950, dispondo de extensa obra e tendo sido membro-fundador do Grupo Clã.
Admitido à Ordem do Mérito Militar em 1994 no grau de Oficial especial pelo presidente Itamar Franco, foi promovido em 2000 ao grau de Comendador por Fernando Henrique Cardoso.
Martins Filho Morreu em Fortaleza no dia 20 de Dezembro de 2002, dois dias antes de completar 98 anos, por falência múltipla dos órgãos.

## Obras
- O Ceará, (1939),
- Rui, o artista, (1973),
- A Presença da poesia no mundo dos negócios, (1978),[13]
- Três anos de FUNEDUCE: subsídios para a história da Universidade Estadual do Ceará, (1979),[14]
- Autonomia das Universidades Federais, (1980),[15]
- História abreviada da UFC: 1944 a 1967, (1996),[16]

## Condecorações e medalhas
- Recebeu em 1974 o Troféu Sereia de Ouro em reconhecimento por suas contribuições para o Ceará,[17]
- Grã-Cruz da Ordem do Mérito Nacional da República Federal da Alemanha;
- Ordem Nacional do Mérito da República da Itália, no grau de Comendador;
- Palmas Acadêmicas, do Governo da França;
- Placa de La Espanidad, concedida pela Instituição de Cultura Espânica, órgão oficial do Governo Espanhol;
- Ordem do Mérito Naval, no Grau de Comendador;
- Medalha do Pacificador;
- Ordem do Mérito Militar, no Grau de Comendador;[12]
- Medalha de Prata Santos Dumonnt;
- Ordem Nacional do Mérito Educativo, nos Graus de Oficial Comendador e Grande Oficial;
- Medalha Pero Vaz de Caminha (Instituto Pero Vaz de Caminha de São Paulo),
- Medalha do Mérito Industrial / FIEC, 2000.

## Homenagens
- Diversas ruas pelo Brasil têm seus nomes em homenagem a Antônio Martins Filho,[18][19][20][21][22]
- Escolas também receberam seu nome por homenagem,[23][24]
- Um viaduto em Fortaleza tem seu nome como forma de homenagem,[25]
- A URCA, Universidade Regional do Cariri, criou a Medalha do Mérito Antônio Martins Filho, uma comenda criada em 2003, para homenagear instituições e personalidades que contribuíram com o desenvolvimento da cultura, na promoção dos valores regionais,[26]
- A UECE, criou em 2003 a Medalha de Mérito Reitor Antônio Martins Filho, a qual contempla cinco categorias: Científica, Cultural, Administrativa, Institucional e Educacional.[27]
- A OAB-CE, criou em 2010, a Medalha Professor Advogado Padrão Antonio Martins Filho, concedida a advogados por seus trabalhos junto à advocacia e ao magistério cearense,[28]
- A Universidade Federal do Ceará e o Instituto Mucuripe de Liderança e Desenvolvimento assinaram cooperação técnica para criar um Cátedra universitária e uma Bolsa de Estudos para a formação de jovens líderes para o desenvolvimento do Ceará e do país, que leva o nome do Professor Antônio Martins Filho